# Slim Harpo
Slim Harpo (eredeti neve James Isaac Moore (Lobdell, Louisiana, 1924. január 11. – Baton Rouge, Louisiana, 1970. január 31.) amerikai bluesénekes, szájharmonikás, gitáros, a swamp blues jellegzetes képviselője. Legismertebb dalai:  "I'm a King Bee" (1957), "Rainin' In My Heart" (1961) és "Baby Scratch My Back" (1966).

## Nevének eredete
A "Slim Harpo" kb. vékony/karcsú  szájharmonikát jelent; utalás egyik hangszerére.

## Életpályája
Az 1940-es évek végétől klubokban, kocsmákban játszott, akkor még Harmonica Slim néven. Az 1950-es években társult egy ideig Lightnin' Slím gitároshoz. Művésznevét az ötvenes évek végén vette fel. 1970-ig lemezei a következő kiadóknál jelentek meg: Excello,  Stateside, Blue Horizon. Stílusát, a swamp bluest főleg Jimmy Reed inspirálta. Ez a stílus lassabb, egyszerűbb szájharmonika-témákat használ, mint a chicagói.

## Diszkográfiája

### Kislemezek
- 1957 – "I'm a King Bee" / "I Got Love If You Want It"
- 1958 – "Wondering And Worryin'" / "Strange Love"
- 1959 – "You'll Be Sorry One Day" / "One More Day"
- 1960 – "Buzz Me Babe" / "Late Last Night"
- 1960 – "Blues Hang-Over" / "What A Dream"
- 1961 – "Rainin' In My Heart" / Don't Start Cryin' Now"
- 1963 – "I Love The Life I'm Living" / "Buzzin'"
- 1964 – "I Need Money" / "My Little Queen Bee"
- 1964 – "We're Two Of A Kind" / "Still Rainin' In My Heart"
- 1964 – "Sittin' Here Wondering" / "What's Goin' On Baby"
- 1964 – "Harpo's Blues" / "Please Don't Turn Me Down"
- 1966 – "Baby Scratch My Back" / "I'm Gonna Miss You (Like The Devil)"
- 1966 – "Shake Your Hips" / "Midnight Blues"
- 1966 – "I'm Your Bread Maker, Baby" / "Loving You (The Way I Do)"
- 1967 – "Tip On In (Part 1)" / "..(Part 2)"
- 1967 – "I'm Gonna Keep What I've Got" / "I've Got To Be With You Tonight"
- 1968 – "Te-Ni-Nee-Ni-Nu" / "Mailbox Blues"
- 1968 – "Mohair Sam" / "I Just Can't Leave You"
- 1968 – "That's Why I Love You" / "Just For You"
- 1968 – "Folsom Prison Blues" / "Mutual Friend"
- 1968 – "I've Got My Finger On Your Trigger" / "The Price Is Too High"
- 1969 – "Rainin' In My Heart" / "Jody Man"

### Albumok
- 1960 – Tunes To Be Remembered (jedna skladba)
- 1961 – Raining In My Heart
- 1963 – Authentic R&B (tři skladby)
- 1964 – The Real R&B (tři skladby)
- 1964 – A Long Drink Of Blues (šest skladeb)
- 1966 – Baby Scratch My Back
- 1968 – Tip On In
- 1969 – The Best of Slim Harpo
- 1970 – Slim Harpo Knew The Blues
- 1971 – Trigger Finger

### Összeállítások
- 2003 – The Excello Singles Anthology[8]